# Edifici de l'antiga fàbrica de vidre
L'edifici de l'antiga fàbrica de vidre o la Fàbrica és una fàbrica al terme municipal de Castellet i la Gornal (Alt Penedès) inclosa a l'Inventari del Patrimoni Arquitectònic de Catalunya. El conjunt es va construir amb la finalitat de ser utilitzat com a fàbrica de vidre, cosa que no s'arribà a produir mai. Actualment encara es conserva en bon estat, és utilitzada com a habitatge i corral, i continua sent conegut amb el nom de "La Fàbrica". El seu interès rau en el fet de constituir una bona mostra de l'arquitectura industrial catalana a les darreries del segle xix i primers anys del segle xx.
La Fàbrica és un petit conjunt de construccions que està situat a l'esquerra del camí de Can Cassanyes, en una zona de vinyes propera el nucli de Sant Marçal. Es tracta de diversos cossos que presenten com a característica comuna la de tenir la coberta a dues vessants. La distribució de les obertures respon a un plantejament utilitari i és de gran simplicitat formal. El maó és l'element bàsic de construcció. Es conserva encara la xemeneia, element aïllat de gran interès i que caracteritza la imatge del conjunt industrial.